# Drosophila cordata
Drosophila cordata är en tvåvingeart som beskrevs av Alfred Sturtevant 1942. Drosophila cordata ingår i släktet Drosophila och familjen daggflugor.
Artens utbredningsområde är Guatemala.